# 41 км (зупинний пункт, Донецька залізниця, Олександрівський район)
41 км — пасажирська зупинна залізнична платформа Лиманської дирекції Донецької залізниці.
Розташована між с. Куроїдівка та Степанівка, Краматорський район, Донецької області. Платформа розташована на лінії Дубове — Покровськ між станціями Мерцалове (26 км) та Легендарна (6 км).
Із 2007 р. пасажирське сполучення на даній ділянці припинене.
Весела Гора входила до системи укріплень на південних рубежах Російської імперії у XVIII столітті. А найбільшим селом із перелічених вище є Степанівка, виникнення якого датується 70-ми роками XVIII століття. Відома Степанівка запеклими боями у січні-лютому 1942 року і лютому 1943 року, — в селі 2 братські могили радянських воїнів, але досі триває пошук тих, хто загинув під час відбиття контрнаступу сил вермахту саме в ті часи.